# Васил Златевски
Васил Иванов Златевски, известен като Габрето или Гебрето, е български революционер деец на Вътрешната македонска революционна организация и горянин, борец срещу комунистическата власт в България, и в частност в Пиринска Македония, след Деветосептемврийския преврат.

## Биография
Златевски е роден в Кюстендил. става член на ВМРО на Иван Михайлов. След Деветосептемврийския преврат в 1944 година и идването на власт на правителството на Отечествения фронт, през април 1945 година става командир на горянска партизанска чета, известна като Кюстендилската чета, а по-късно наречена бригада „Д-р Г. М. Димитров“ на името на земеделския лидер Георги Михов Димитров, наричан Гемето. Четата е въоръжена и достига 21 души, като има 52 ятаци. През септември 1945 година Държавна сигурност я разбива. Заловените четници са съдени от Кюстендилския областен съд и Васил Златевски е осъден на смърт чрез обесване.
На 21 декември 2016 година президентът на България Росен Плевнелиев удостоява посмъртно Васил Златевски с орден „За гражданска заслуга“ I степен „за неговите изключително големи заслуги и усилия за укрепване на гражданското общество, за защита на човешките права и свободи и за съпротивата му срещу тоталитарния режим“.